# Josep Auferil i Costa
Josep Auferil i Costa (Sabadell, Vallès Occidental, 16 de novembre de 1916 - 13 de febrer de 2006) fou intèrpret i professor de trompeta, contrabaix i flabiol, un dels compositors de sardanes més coneguts i populars.
El seu inici en l'estudi de la trompeta va ser als 10 anys, sota la tutela del mestre Iu Alavedra. Va formar part de la Cobla Sabadell, on va ocupar la plaça de trompeta solista, alternant els darrers anys amb la de contrabaixista. També va ser director de la Cobla Sabadell en la seva primera època daurada i va col·laborar en el projecte de l'escola de cobla, bressol de la Cobla Jovenívola, i va ser un dels impulsors i director dels dos primers anys de vida de la Cobla Jovenívola de Sabadell.
Va compondre més de 90 sardanes, amb un estil senzill, ballable i destinat a ser interpretat en aplecs i per a la cobla, entre les quals destaca Sardanes a Can Deu, que va guanyar el Premi de la Sardana de l'Any el 1972.

## Enregistraments
- L'Aplec De Cerdanyola (Cobla Montgrins - Album Sardanes Al Vent).[3]
- El bon ciutadà, sardana (Sabadell a Pep Ventura); Estrenada el 19 de Març de 1973.[4]
- Sardanes a Can Deu (1973)[4]
- Ofrena a l'amic Saumoy (1973)[4]
- L'aplec de Santa Perpetua (sardana, 1975)[4]
- L'aplec de Cerdanyola (sardana, 1975)[4]